# Чемпіонат світу з футболу 1962 (група 1)
Матчі Групи 1 чемпіонату світу з футболу 1962 проходили з 30 травня по 7 червня 1962 року. Учасниками змагання в групі були збірні Колумбії, СРСР, Уругваю і Югославії. Всі ігри у групі проходили на Естадіо Карлос Діттборн у місті Аріка.
До стадії плей-оф з Групи 1 вийшли команди СРСР і Югославії.

## Турнірне становище
| Поз | Команда   | І | В | Н | П | ГЗ | ГП | ГС    | О | Кваліфікація            |
| --- | --------- | - | - | - | - | -- | -- | ----- | - | ----------------------- |
| 1   | СРСР      | 3 | 2 | 1 | 0 | 8  | 5  | 1,600 | 5 | Вихід до стадії плей-оф |
| 2   | Югославія | 3 | 2 | 0 | 1 | 8  | 3  | 2,667 | 4 | Вихід до стадії плей-оф |
| 3   | Уругвай   | 3 | 1 | 0 | 2 | 4  | 6  | 0,667 | 2 |                         |
| 4   | Колумбія  | 3 | 0 | 1 | 2 | 5  | 11 | 0,455 | 1 |                         |

## Матчі

### Уругвай — Колумбія
Рахунок зустрічі на 19-й хвилині гри відкрив колумбієць Франсіско Сулуага, реалізувавши пенальті. По ходу другого тайму гри Уругваю вдалося не лише зрівняти рахунок зусиллями Луїса Кубільї, але й вирвати перемогу завдяки голу Хосе Сасії.
| 30 травня 1962 15:00 CLT (UTC−4) |

| Уругвай               | 2–1      | Колумбія           |
| --------------------- | -------- | ------------------ |
| Кубілья 56' Сасія 75' | Протокол | Сулуага 19' (пен.) |

| Естадіо Карлос Діттборн, Аріка Глядачів: 7,908 Арбітр: Андор Дорогі (Угорщина) |

| ВР                  | 1  | Роберто Соса      |
| ЗХ                  | 2  | Орасіо Троче (к)  |
| ЗХ                  | 3  | Еміліо Альварес   |
| ЗХ                  | 18 | Елісео Альварес   |
| ЗХ                  | 4  | Омар Мендес       |
| ПЗ                  | 10 | Педро Роча        |
| ПЗ                  | 5  | Нестор Гонсальвес |
| НП                  | 11 | Луїс Кубілья      |
| НП                  | 19 | Рональд Лангон    |
| НП                  | 9  | Хосе Сасія        |
| НП                  | 7  | Домінго Перес     |
| Головний тренер:    |    |                   |
| Хуан Карлос Корассо |    |                   |

| ВР                | 1  | Ефраїн Санчес         |
| ЗХ                | 3  | Франсіско Сулуага (к) |
| ЗХ                | 5  | Хайме Гонсалес        |
| ЗХ                | 11 | Оскар Лопес           |
| ЗХ                | 8  | Ектор Ечеверрі        |
| ПЗ                | 9  | Хайме Сільва          |
| ПЗ                | 15 | Маркос Коль           |
| НП                | 13 | Херман Асерос         |
| НП                | 17 | Маріно Клінгер        |
| НП                | 19 | Деліо Гамбоа          |
| НП                | 22 | Хайро Аріас           |
| Головний тренер:  |    |                       |
| Адольфо Педернера |    |                       |

### СРСР — Югославія
Гра загалом проходила під диктовку радянских футболістів. На початку другого тайму їм вдалося відкрити рахунок, коли удар зі штрафного у виконанні Віктора Понєдєльніка поцілив у перекладину воріт, а першим на добиванні був Валентин Іванов, який вразив ворота ударом головою. Наприкінці гри відзначитися вдалося й самому Понєдєльніку ударом з лінії карного майданчику. За декілька хвилин до того Едуарда Дубинського винесли з поля після стику з Мухамедом Муїчем. Для обох гравців турнір завершився першою грою — у радянського футболіста було діагностовано перелам ноги, а югослава за цей епізод відправили додому рішенням керівництва збірної.
| 31 травня 1962 15:00 CLT (UTC−4) |

| СРСР                       | 2–0      | Югославія |
| -------------------------- | -------- | --------- |
| Іванов 51' Понєдєльнік 83' | Протокол |           |

| Естадіо Карлос Діттборн, Аріка Глядачів: 9,622 Арбітр: Альберт Душ (ФРН) |

| ВР                        | 1  | Яшин Лев Іванович                 |
| ЗХ                        | 4  | Дубинський Едуард Ісаакович       |
| ЗХ                        | 7  | Масльонкін Анатолій Євстигнійович |
| ЗХ                        | 6  | Островський Леонід Альфонсович    |
| ПЗ                        | 12 | Воронін Валерій Іванович          |
| ПЗ                        | 10 | Нетто Ігор Олександрович (к)      |
| НП                        | 18 | Метревелі Слава Калістратович     |
| НП                        | 14 | Іванов Валентин Козьмич           |
| НП                        | 19 | Понєдєльнік Віктор Володимирович  |
| НП                        | 15 | Каневський Віктор Ізраїльович     |
| НП                        | 17 | Месхі Михайло Шалвович            |
| Головний тренер:          |    |                                   |
| Качалін Гаврило Дмитрович |    |                                   |

| ВР                                    | 1  | Милутин Шошкич      |
| ЗХ                                    | 2  | Владимир Дуркович   |
| ЗХ                                    | 5  | Влатко Маркович     |
| ЗХ                                    | 3  | Фахрудін Юсуфі      |
| ПЗ                                    | 15 | Желько Матуш        |
| ПЗ                                    | 6  | Владица Попович     |
| НП                                    | 16 | Мухамед Муїч        |
| НП                                    | 8  | Драгослав Шекуларац |
| НП                                    | 9  | Дражан Єркович      |
| НП                                    | 10 | Мілан Галич (к)     |
| НП                                    | 11 | Йосип Скоблар       |
| Співтренери:                          |    |                     |
| Любомир Ловрич та Првослав Михайлович |    |                     |

### Югославія — Уругвай
Дебют гри був за південноамериканцями, яким вдалося на 19-й хвилині вийти уперед завдякки голу Анхеля Кабрери. Проте вже за п'ять хвилин в їх ворота було призначено пенальті, який реалізував Йосип Скоблар, а ще за п'ять хвилин у рахунку вже вели югослави, у складі яких голом відзначився Мілан Галич. Спроби Уругваю відновити рівновагу були безуспішними, натомість на початку другого тайму їх суперникам вдалося подвоїти перевагу і вони довели гру до переможного результату.
| 2 червня 1962 15:00 CLT (UTC−4) |

| Югославія                                | 3–1      | Уругвай     |
| ---------------------------------------- | -------- | ----------- |
| Скоблар 25' (пен.) Галич 29' Єркович 49' | Протокол | Кабрера 19' |

| Естадіо Карлос Діттборн, Аріка Глядачів: 8,829 Арбітр: Кароль Гальба (Чехословаччина) |

| ВР                                    | 1  | Милутин Шошкич      |
| ЗХ                                    | 2  | Владимир Дуркович   |
| ЗХ                                    | 5  | Влатко Маркович     |
| ЗХ                                    | 3  | Фахрудін Юсуфі      |
| ПЗ                                    | 4  | Петар Радакович     |
| ПЗ                                    | 6  | Владица Попович     |
| НП                                    | 17 | Воїслав Мелич       |
| НП                                    | 8  | Драгослав Шекуларац |
| НП                                    | 9  | Дражан Єркович      |
| НП                                    | 10 | Мілан Галич (к)     |
| НП                                    | 11 | Йосип Скоблар       |
| Співтренери:                          |    |                     |
| Любомир Ловрич та Првослав Михайлович |    |                     |

| ВР                  | 1  | Роберто Соса      |
| ЗХ                  | 2  | Орасіо Троче (к)  |
| ЗХ                  | 3  | Еміліо Альварес   |
| ЗХ                  | 18 | Елісео Альварес   |
| ЗХ                  | 4  | Омар Мендес       |
| ПЗ                  | 10 | Педро Роча        |
| ПЗ                  | 5  | Нестор Гонсальвес |
| НП                  | 20 | Маріо Бергара     |
| НП                  | 22 | Анхель Кабрера    |
| НП                  | 9  | Хосе Сасія        |
| НП                  | 7  | Домінго Перес     |
| Головний тренер:    |    |                   |
| Хуан Карлос Корассо |    |                   |

### СРСР — Колумбія
У дебюті гри радянські футболісти шокували суперників, забивши протягом чотирьох хвилин (з 8-ї до 11-ї) три голи. Колумбійці оговталися від такого початку матчу і за десять хвилин скоротили відставання до двох голів. На початку другого тайму вправнішою була знову команда СРСР, яка забила свій четвертий м'яч. Однак протягом останньої третини гри настала черга проявити себе нападу південноамериканців, якому вдалося відквітати три голи і вирвати нічию. Зокрема на 68-й хвилині Маркосу Колю вдалося забити прямим ударом з кутового.
| 3 червня 1962 15:00 CLT (UTC−4) |

| СРСР                                        | 4–4      | Колумбія                                 |
| ------------------------------------------- | -------- | ---------------------------------------- |
| Іванов 8', 11' Численко 10' Понєдєльнік 56' | Протокол | Асерос 21' Коль 68' Рада 72' Клінгер 86' |

| Естадіо Карлос Діттборн, Аріка Глядачів: 8,040 Арбітр: Жуан Етцел Фільйо (Бразилія) |

| ВР                        | 1  | Яшин Лев Іванович                 |
| ЗХ                        | 5  | Чохелі Гіві Дмитрович             |
| ЗХ                        | 7  | Масльонкін Анатолій Євстигнійович |
| ЗХ                        | 6  | Островський Леонід Альфонсович    |
| ПЗ                        | 12 | Воронін Валерій Іванович          |
| ПЗ                        | 10 | Нетто Ігор Олександрович (к)      |
| НП                        | 22 | Численко Ігор Леонідович          |
| НП                        | 14 | Іванов Валентин Козьмич           |
| НП                        | 19 | Понєдєльнік Віктор Володимирович  |
| НП                        | 15 | Каневський Віктор Ізраїльович     |
| НП                        | 17 | Месхі Михайло Шалвович            |
| Головний тренер:          |    |                                   |
| Качалін Гаврило Дмитрович |    |                                   |

| ВР                | 1  | Ефраїн Санчес (к) |
| ЗХ                | 4  | Анібаль Альсате   |
| ЗХ                | 5  | Хайме Гонсалес    |
| ЗХ                | 11 | Оскар Лопес       |
| ЗХ                | 8  | Ектор Ечеверрі    |
| ПЗ                | 10 | Роландо Серрано   |
| ПЗ                | 15 | Маркос Коль       |
| НП                | 13 | Херман Асерос     |
| НП                | 17 | Маріно Клінгер    |
| НП                | 20 | Антоніо Рада      |
| НП                | 21 | Ектор Гонсалес    |
| Головний тренер:  |    |                   |
| Адольфо Педернера |    |                   |

### СРСР — Уругвай
Перед своєю останньою грою групового етапу обидві команди мали шанси вийти до плей-оф, причому якщо Уругваю для гарантованого виходу необхідна була перемога, команді СРСР було б достатньо й нічиєї. З 54-ї хвилини, на якій південноамериканець Хосе Сасія відповів на гол Олексія Мамикіна, забитий наприкінці першого тайму, рахунок був 1:1, що зберігав інтригу щодо учасника плей-оф із цієї пари. Утім на останніх хвилинах гри крапку у цьому питанні поставив Валентин Іванов, чий влучний удар приніс радянській команді перемогу і перше місце у підсумковій турнірній таблиці групи.

| 6 червня 1962 15:00 CLT (UTC−4) |

| СРСР                   | 2–1      | Уругвай   |
| ---------------------- | -------- | --------- |
| Мамикін 38' Іванов 89' | Протокол | Сасія 54' |

| Естадіо Карлос Діттборн, Аріка Глядачів: 9,973 Арбітр: Чезаре Йонні (Італія) |

| ВР                        | 1  | Яшин Лев Іванович                 |
| ЗХ                        | 5  | Чохелі Гіві Дмитрович             |
| ЗХ                        | 7  | Масльонкін Анатолій Євстигнійович |
| ЗХ                        | 6  | Островський Леонід Альфонсович    |
| ПЗ                        | 12 | Воронін Валерій Іванович          |
| ПЗ                        | 10 | Нетто Ігор Олександрович (к)      |
| НП                        | 22 | Численко Ігор Леонідович          |
| НП                        | 14 | Іванов Валентин Козьмич           |
| НП                        | 19 | Понєдєльнік Віктор Володимирович  |
| НП                        | 16 | Мамикін Олексій Іванович          |
| НП                        | 21 | Хусаїнов Галімзян Саліхович       |
| Головний тренер:          |    |                                   |
| Качалін Гаврило Дмитрович |    |                                   |

| ВР                  | 1  | Роберто Соса       |
| ЗХ                  | 2  | Орасіо Троче (к)   |
| ЗХ                  | 3  | Еміліо Альварес    |
| ЗХ                  | 18 | Елісео Альварес    |
| ЗХ                  | 4  | Омар Мендес        |
| ПЗ                  | 8  | Хуліо Сесар Кортес |
| ПЗ                  | 5  | Нестор Гонсальвес  |
| НП                  | 11 | Луїс Кубілья       |
| НП                  | 22 | Анхель Кабрера     |
| НП                  | 9  | Хосе Сасія         |
| НП                  | 7  | Домінго Перес      |
| Головний тренер:    |    |                    |
| Хуан Карлос Корассо |    |                    |

### Югославія — Колумбія
Як і в попередній грі у групі обидва учасники заключного матчу групового етапу мали шанси на вихід плей-оф, для чого європейську команду влаштувала б і нічия, а південноамериканській треба було вигравати. У середині першого тайму югославам вдалося з різницею у п'ять хвилин забити двічі, чим значною мірою відповісти на питання, яка з двох команд продовжить боротьбу на чемпіонаті світу. По ходу другої половини гри Югославія забила ще тричі, при цьому уважно і обережно відігравши в обороні, пам'ятаючи про досвід радянської команди, яка у грі з колумбійцями упустила перемогу двічі по ходу гри маючи перевагу у три м'ячі.
| 7 червня 1962 15:00 CLT (UTC−4) |

| Югославія                                 | 5–0      | Колумбія |
| ----------------------------------------- | -------- | -------- |
| Галич 20', 61' Єркович 25', 87' Мелич 82' | Протокол |          |

| Естадіо Карлос Діттборн, Аріка Глядачів: 7,167 Арбітр: Карлос Роблес (Чилі) |

| ВР                                    | 1  | Милутин Шошкич      |
| ЗХ                                    | 2  | Владимир Дуркович   |
| ЗХ                                    | 5  | Влатко Маркович     |
| ЗХ                                    | 3  | Фахрудін Юсуфі      |
| ПЗ                                    | 4  | Петар Радакович     |
| ПЗ                                    | 6  | Владица Попович     |
| НП                                    | 17 | Воїслав Мелич       |
| НП                                    | 8  | Драгослав Шекуларац |
| НП                                    | 9  | Дражан Єркович      |
| НП                                    | 10 | Мілан Галич (к)     |
| НП                                    | 7  | Андрія Анкович      |
| Співтренери:                          |    |                     |
| Любомир Ловрич та Првослав Михайлович |    |                     |

| ВР                | 1  | Ефраїн Санчес (к) |
| ЗХ                | 4  | Анібаль Альсате   |
| ЗХ                | 5  | Хайме Гонсалес    |
| ЗХ                | 11 | Оскар Лопес       |
| ЗХ                | 8  | Ектор Ечеверрі    |
| ПЗ                | 10 | Роландо Серрано   |
| ПЗ                | 15 | Маркос Коль       |
| НП                | 13 | Херман Асерос     |
| НП                | 17 | Маріно Клінгер    |
| НП                | 20 | Антоніо Рада      |
| НП                | 21 | Ектор Гонсалес    |
| Головний тренер:  |    |                   |
| Адольфо Педернера |    |                   |